# کلرید کروم (III)
کلرید کروم (III) (به انگلیسی: Chromium(III) chloride) با فرمول شیمیایی CrCl۳ یک ترکیب شیمیایی با شناسه پاب‌کم ۶۴۵۲۳۰۰ است. که جرم مولی آن 158.36 g/mol (anhydrous) 266.48 g/mol (hexahydrate) می‌باشد.محلول آبی آن صورتی یا آبی رنگ است

## نگارخانه

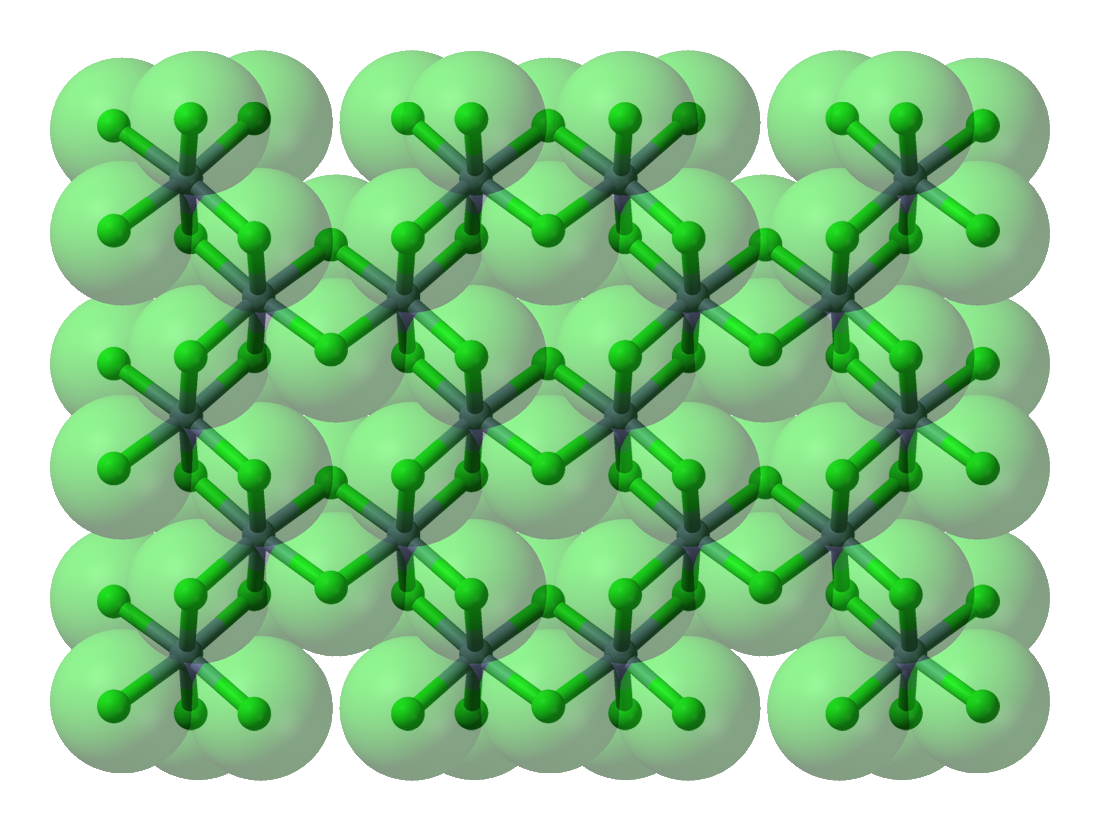
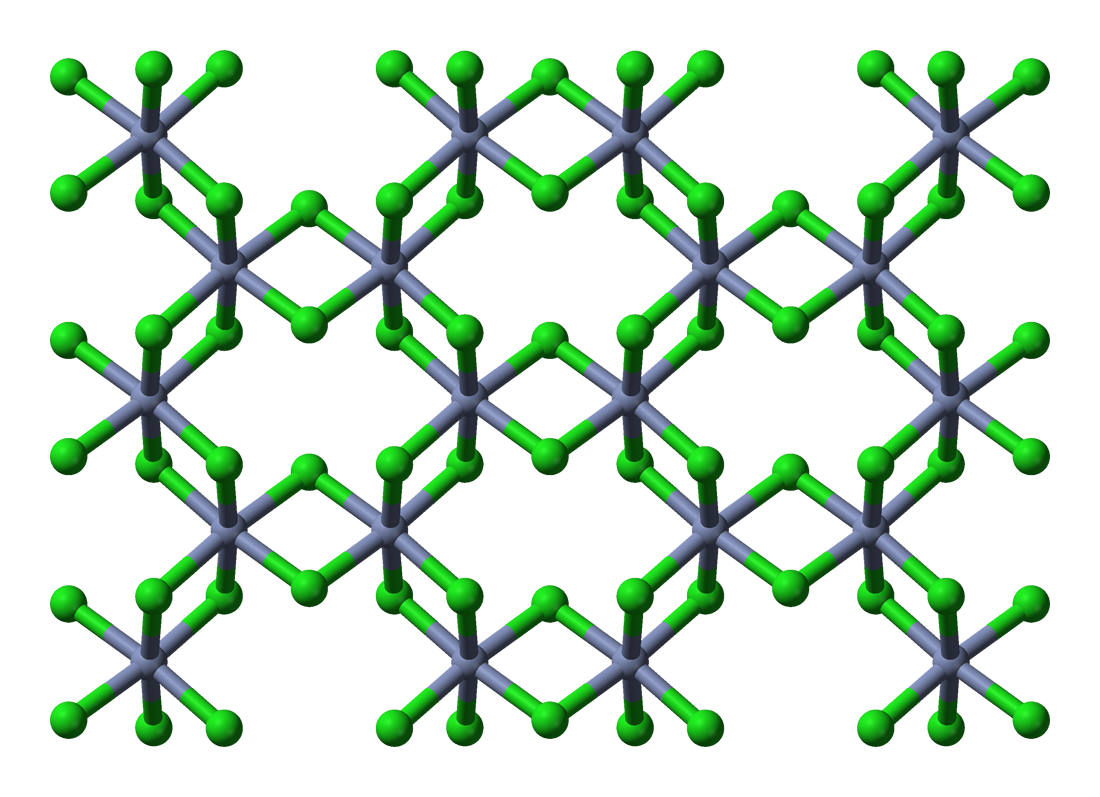
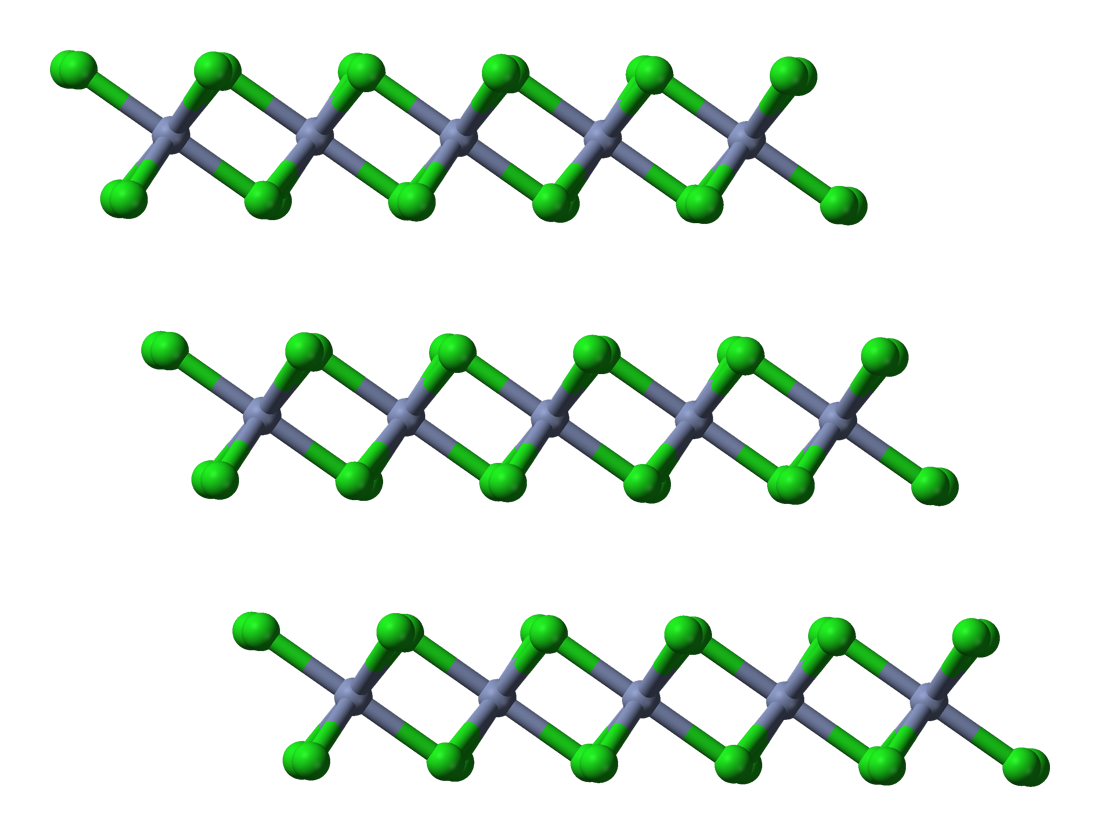
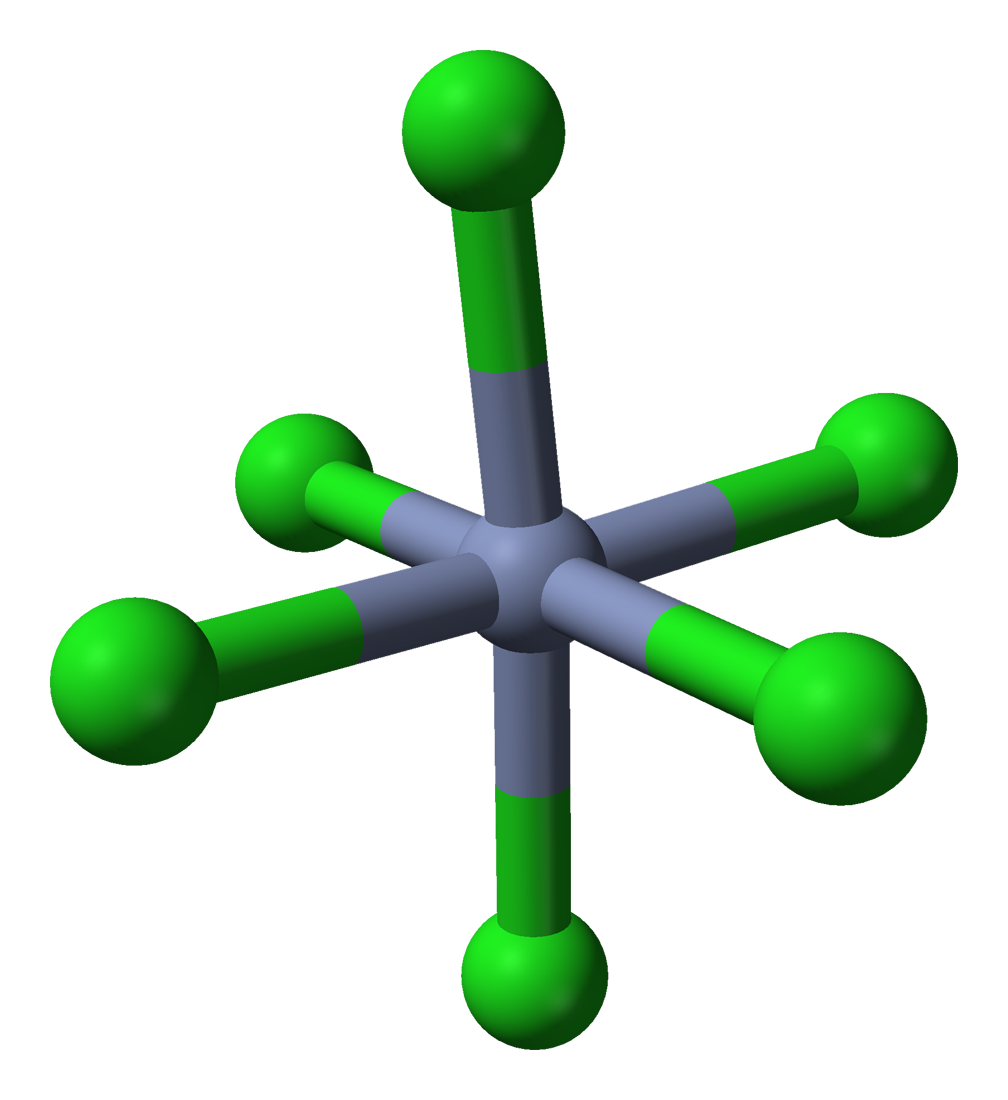